# يوسف الصديق (مسلسل)
يوسف الصديق (بالفارسية: يوسف پيامبر) هو مسلسل تاريخي إيراني يحكي قصة النبي يوسف بن يعقوب بن إسحاق بن إبراهيم الخليل منذ ولادته إلى لقائه بأبيه النبي يعقوب بعد غياب طويل. يتكون المسلسل من 45 حلقة وقد استغرق تصويره ثلاث سنوات تقريباً من 2005 إلى 2008.

## قصة المسلسل
المسلسل يحكي قصة يوسف، التي وردت قصته في القرآن في سورة يوسف؛ ووردت قصته في السنة النبوية أن يوسف أوتي شطر الحسن. بلغ الطاقم القائم على كتابة السيناريو 20 شخصا من الذين استعانوا بالقرآن وكتب التفسير والتاريخ والحديث وكذلك بعض الكتب للمذهب السني، فكتبوا ما يقارب 8000 صفحة. بث المسلسل حصريا على قناة الكوثر بنسخته المدبلجة إلى العربية موازاة مع بثه بلغته الأصلية الفارسية على قناة إيران. وقد لاقى المسلسل المدبلج استحسان الكثير من المشاهدين وأصبح حديث الساعة كما أشاع العديد من الانتقادات. بث المسلسل في رمضان 1430 هـ (2009م)، على قناة المنار. ثم توالى بثه على الفضائيات العربية بعد ذلك.
أثار المسلسل جدلا بين علماء السنة لتجسيده شخصية أحد الأنبياء الذين لا يجوز تجسيدهم حتى لا تهتز صورهم في وجدان الناس.

## طاقم التمثيل
| اسم الممثل          | الدور في المسلسل         |
| ------------------- | ------------------------ |
| مصطفى زماني         | النبي يوسف - يوزارسيف    |
| حسين جعفري          | يوسف وهو صغير            |
| محمود باك نيت       | يعقوب                    |
| كتايون رياحي        | زليخة (امرأة العزيز)     |
| عباس أميري          | ألخماهو                  |
| جعفر دهقان          | بوتيفار (عزيز مصر)       |
| رحيم نوروزي         | أخناتون (أمنحوتب الرابع) |
| إلهام حميدي         | أسينات                   |
| أمير حسين مدرس      | بيناروس (ساقي الملك)     |
| محمد جواد طاهري     | مالك بن زعر              |
| ليلا بلوكات         | نفرتيتي                  |
| سيروس كهوري نژاد    | نيمي سابو                |
| جهانبخش سلطاني      | أمنحوتب الثالث           |
| إسماعيل سلطانيان    | كيموني                   |
| كوروش زارعي         | لاوي                     |
| أردلان شجاع كاوه    | الوحي                    |
| زهراء سعيدي         | فائقة بنت إسحاق النبي    |
| مهوش محمدي          | كالي ماما                |
| بروانة معصومي       | تيي                      |
| زهير ياري           | بنيامين                  |
| محمد علي سليمان تاش | اپوپيس                   |
| فرشتة سرابندي       | ليا بنت لابان            |
| رضا رضوي            | القائد هورنهوب           |
| علي طالب لو         | هونيفر                   |
| داوود شيخ           | يهوذا                    |
| نسرين نكيسا         | دينا                     |
| إسرافيل علمداري     | رودامون                  |
| رضا آقي ربي         | پاديامون                 |
| علي يعقوب زادة      | هويا                     |
| علاء محسني          | نينيفر كبتا              |
| محمد أحمدي          |                          |
| مجتبى بي طرفان      | سوفر                     |
| ناصر فروغ           | خوفو                     |
| علي بكائيان         | آپوكى                    |
| جمشيد صفري          | بلي                      |
| سودابة علي بور      | بلهه                     |
| ميترا خواجة نيان    | زلفه                     |
| زهرا مرتضوي         | تاما                     |
| سعيدة عرب           | ليه                      |
| بيتا ثمري           | تيامنى                   |
| محمد قاسم بورستار   | خضر                      |
| برويز فلاحي بور     | كيدامن                   |
| سيروس اسنقي         |                          |
| منوتشهر بهروج       | بنتو                     |
| سيد محمد تقي رفقي   | مستشار اخناتون           |
|                     | رودامون                  |
| ناصر سعيدي          | خوفو                     |
|                     | نينيفر كبتا              |
|                     | النديمة تاما             |
|                     | النديمة تياميني          |

### الأصوات العربية
- داني بستاني - يوسف[2]
- بيار داغر - يعقوب[2]
- رانيا مروة - يوسف الصغير
- وليد الأشقر - الوحي
- وليم عتيق - بوتيفار
- ديانا إبراهيم - زليخا
- ربيع بحر صافي - إخناتون
- أسمهان بيطار - أسينات (غير مدرجة)[3]
- ريما الأعور - نفرتيتي
- خالد السيد - أمنحوتب الثالث
- جمانة الزنجي - تيي
- عمر ميقاتي - آلخماهو
- ريموند عازار - كالي ماما
- علي سعد - مالك بن زعر
- هشام أبو سليمان - نيمي سابو
- غسان اسطفان - هونيفر
- بلال بشتاوي - رودامون
- صبحي عيط - خوفو
- علي الزين - نينيفر كبتا
- حسني بدر الدين - كيموني
- سوسن عواد - ليا
- رودي قليعاني - بنيامين
- رينيه غوش - تاما
- سهير ناصر الدين - تياميني
- طه العبد - قائد سجن زويرا
- نداء زغيب - ميريتاتن
- ناجي شامل
- رانيا حمندون
- سامي ضاهر
- نور الدين ميرزادة
- سعد حمدان
- شادي شمص - لاوي الصغير
- غدي ياغي
- منى كريم
- جيزيل بويز
- حسن المصري
- عماد فغالي
- رانيا حمندي
- رنا الرفاعي
- رنا بهلوان
- فؤاد شمص
- إيمان البيطار
- عمر الشماع
- عفيفة فاعور
- عبدو حكيم - نيمي سابو الصغير (غير مدرج)[3]

## وصلات خارجية
- يوسف الصديق على موقع IMDb (الإنجليزية)
- يوسف الصديق على موقع قاعدة بيانات الأفلام العربية
- يوسف الصديق على موقع كينوبويسك (الروسية)
- يوسف الصديق على موقع قاعدة بيانات الفيلم (الإنجليزية)
- موقع المسلسل الرسمي.
- مساحة شاملة عن مسلسل يوسف الصديق.
- تحميل مسلسل يوسف الصديق (مدبلج عربي) بجودة عالية.
- مشاهدة المسلسل.
- تحميل ومشاهدة حلقات المسلسل مترجمة إلى اللغة الإنكليزية.
- آراء حول مسلسل يوسف الصديق.
- ألبوم صور من مسلسل يوسف الصديق.
- ألبوم لصور تكريم فريق المسلسل.
- ألبوم لصور تكريم ثان لفريق المسسلسل.